# Království Severního Súdánu
Království Severního Súdánu je jednostranně vyhlášený, mezinárodním společenstvím neuznávaný stát na sporném území mezi Egyptem a Súdánem.

## Vznik
Tento mikronárod se rozkládá na území zvaném Bír Tavíl, v místě, kde trvá hraniční spor Egypta a Súdánu. Každý ze států respektuje jiné vymezení hranic, čímž na jedné straně vzniká území nárokované oběma - Halaibský trojúhelník, na druhé straně pak vzniká oblast, kterou si nenárokuje nikdo, což je právě Bír Tavíl. Na tomto území vyhlásil Američan Jeremiah Heaton království poté, co mu jeho dcera Emily sdělila, že chce být princeznou. V den jejích sedmých narozenin, 16. června 2013 zde vyvěsil vlajku prohlásil se králem. Později požádal OSN o uznání své suverenity a jmenoval velvyslance pro Evropu. Dne 19. dubna 2015 král rozhodl, že království diplomaticky uznává jiný mikronárod - Liberland.